# بودنزل
بودنزل (به آلمانی: Böddensell) یک منطقهٔ مسکونی در آلمان است که در Flechtingen واقع شده‌است. بودنزل ۲۴۳ نفر جمعیت دارد.